# Mijaíl Kóliushev
Mijaíl Ivánovich Kóliushev (en ruso: Михаил Иванович Колюшев; Dusambé, 28 de abril de 1943) fue un deportista soviético que compitió en ciclismo en la modalidad de pista, especialista en la prueba de persecución por equipos.
Ganó tres medallas en el Campeonato Mundial de Ciclismo en Pista entre los años 1965 y 1967.
Participó en los Juegos Olímpicos de México 1968, ocupando el cuarto lugar en la prueba de persecución por equipos.

## Medallero internacional
| Campeonato Mundial | Campeonato Mundial       | Campeonato Mundial | Campeonato Mundial          |
| Año                | Lugar                    | Medalla            | Competición                 |
| ------------------ | ------------------------ | ------------------ | --------------------------- |
| 1965               | San Sebastián (España)   | Medalla de oro     | Persecución por equipos (A) |
| 1966               | Fráncfort (RFA)          | Medalla de bronce  | Persecución por equipos (A) |
| 1967               | Ámsterdam (Países Bajos) | Medalla de oro     | Persecución por equipos (A) |